# Ключ 84
Ключ 84 (трад. и упр. 气) — ключ Канси со значением «пар»; один из 34, состоящих из четырёх штрихов.
В словаре Канси всего 17 символов (из 49 030), которые можно найти c этим радикалом.

## История
Древняя идеограмма представляет собой струящиеся нити от горячего источника или озера.
Иероглиф используется в нескольких значениях: «воздух», «газ», «пар», в прямом и переносном смысле: «атмосфера», «энергия», «дух», «чувства», «настроения».
С этим иероглифом связано много устойчивых идиоматических выражений.
В качестве ключевого знака используется редко.

Вид в Цзиньвэнь
Вид в Цзягувэнь
Вид в Цзянбо
Вид в большой печати Чжуаньшу
Вид в малой печати Чжуаньшу

В словарях находится под номером 84.

## Примеры иероглифов
| Доп. штрихи | Иероглифы         |
| ----------- | ----------------- |
| 0           | 气                |
| 1           | 氕                |
| 2           | 氖 気 氘          |
| 3           | 氚 氙             |
| 4           | 㲴 氛 氜 氝 𣱚    |
| 5           | 氞 氟 氠 氡       |
| 6           | 氣 氤 氥 氦 氧 氨 |
| 7           | 㲵 氪 氫 𣱣       |
| 8           | 氬 氭 氮 氯 氰    |
| 9           | 氱                |
| 10          | 氲 氳             |
| 11          | 㲶                |
| 12          | 㲷                |
| 13          | 𣱬 𣱭             |
| 17          | 𣱰                |

- Примечание: Ваш браузер может отображать иероглифы неправильно.